# Слотова
Слотова (пол. Słotowa) — село в Польщі, у гміні Пільзно Дембицького повіту Підкарпатського воєводства.
Населення — 1070 осіб (2011).
У 1975-1998 роках село належало до Тарновського воєводства.

## Демографія
Демографічна структура станом на 31 березня 2011 року:
|          | Загалом | Допрацездатний вік | Працездатний вік | Постпрацездатний вік |
| -------- | ------- | ------------------ | ---------------- | -------------------- |
| Чоловіки | 555     | 142                | 360              | 53                   |
| Жінки    | 515     | 116                | 280              | 119                  |
| Разом    | 1070    | 258                | 640              | 172                  |